# Wiszniouka (rejon homelski)
Wiszniouka (biał. Вішнёўка; ros. Вишнёвка, Wiszniowka) – osiedle na Białorusi, w obwodzie homelskim, w rejonie homelskim, w sielsowiecie Ciareniczy.